# Maureen Evans

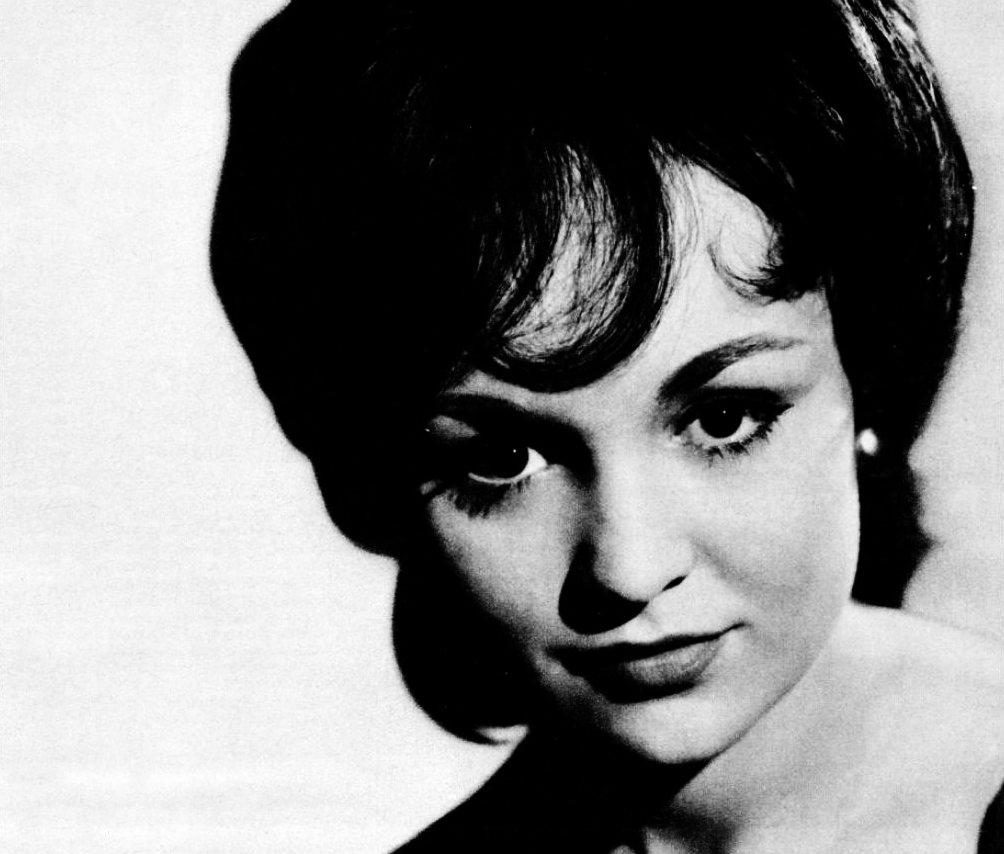
Maureen Evans, 1964

Maureen Evans (* 23. März 1940 in Cardiff, Wales, Vereinigtes Königreich) ist eine britische Sängerin der 1950er und 1960er Jahre.

## Frühe Jahre
Evans wurde 1940 in Wales geboren. Sie ging auf die Caer Castell Secondary Modern School und studierte danach für drei Jahre am Royal Welsh College of Music & Drama, wo sie mit Auszeichnung abging. Ihren Einstieg in das Showgeschäft hatte sie Mitte der 1950er Jahre als Teenagerin, als der in Großbritannien bekannte Musiker, Bandleader und Impresario Waldini Nachwuchstalent suchte. Sie stieg in Waldinis Band ein und tourte mit ihm. Ihren ersten großen öffentlichen Auftritt hatte sie 1955 im New Theatre in Cardiff als Opening Act für Dickie Valentine.
Dies und ihr Auftreten in der regionalen walisischen TV-Show New Airs and Faces 1956 sorgten dafür, dass sie in dem BBC-Drama The Corn is Green mit Flora Robson eine kleine Nebenrolle bekam.
1958 bekam sie durch den Musikproduzenten Reg Warburton ihren ersten Plattenvertrag bei Embassy Records, einer Unterabteilung von Oriole Records. Ihre erste Single bestand sowohl auf der A- (Carolina Moon) als auch auf der B-Seite (Stupid Cupid) von aktuellen Liedern der damals sehr populären amerikanischen Sängerin Connie Francis. Die Single war in Großbritannien ein Bestseller. Da sich dieses Konzept als erfolgreich erwies, wurde Evans von ihrer Plattenfirma gefragt, Klassiker wie Fever von Peggy Lee oder Broken Hearted Melody von Sarah Vaughan aufzunehmen.
Mit der Single The Big Hurt hatte sie im Januar 1960 ihren ersten Hit in den britischen Single-Charts (Nr. 26). Mit den Singles Love, Kisses and Heartaches und Paper Roses erreichte sie im selben Jahr die Top 50 der britischen Single-Charts. Darüber hinaus nahm sie Kompositionen von David Gates (Never Let Him Go), Mike Hawker (Melancholy Me; auch aufgenommen von Jackie Trent) und Clive Westlake (Please Understand) auf und trat in populären TV-Shows der 1960er wie Morecambe and Wise auf.
Ihr größter Hit war 1962 eine Coverversion von Nancy Sinatras Top-10-Hit Like I Do, welche 18 Wochen auf den Charts der britischen Musikzeitschrift Record Retailer war und außerdem Platz 5 in Irland und Platz 7 in Neuseeland erreichte.

## A Song for Europe 1963
Am 24. Februar 1963 nahm Maureen Evans im BBC Television Theatre in London an der britischen Vorauswahl für den Eurovision Song Contest 1963 („A Song for Europe“) teil, erreichte mit ihrem Lied Pick the Petals von Leslie Bricusse und Anthony Newley aber nur den dritten Platz. Stattdessen trat Ronnie Carroll mit Say Wonderful Things von Philip Green und Norman Newell für Großbritannien an. Pick the Petals erschien auf ihrem einzigen Album, Like I Do (Oriole, 1963, Katalognummer PS 40046).

## Späte Jahre
1963 erschienen zwei für den Westdeutschen Markt produzierte Singles, So wie ich und Eine Rose ist mein Talisman.
Im März 1964 gelang Evans mit Jimmy Crawfords I Love How You Love Me ein weiterer UK-Top-40-Hit (Nr. 34).
Im Mai 1965 nahm Evans neben Cliff Bennett and the Rebel Rousers, Dave Barry and the Cruisers, Helen Shapiro, Marianne Faithfull, Elkie Brooks, Julie Rogers, The Moody Blues, Manfred Mann, Lulu und anderen am British Song Festival im Brighton Dome in Brighton teil. Der Siegertitel war mit 115 Punkten I’ll Stay By You von Kenny Lynch von den Small Faces. Ihr Beitrag All the Angels Sang erhielt 39 Punkte und kam nicht ins Finale.
Aus ihrer 1961 geschlossenen ersten Ehe mit Tudor Thomas hat Evans zwei Kinder, darunter Susanna Tudor-Thomas, Sängerin (Mezzosopran) an der English National Opera. Evans und ihr zweiter Ehemann, Roy Godier, haben von 1998 bis zu ihrer Pension 2010 eine Schauspielschule betrieben.

## Diskografie

### Studioalben
- 1963: Like I Do (Oriole, Katalognummer PS 40046)

### Embassy-Singles
- 1958: "Stupid Cupid" / "Carolina Moon" (WB 300)
- 1958: "Fever" / "Born Too Late" (WB 303)
- 1958: "The Hula Hoop Song" / "Hoopa Hoola" (WB 309)
- 1958: "I’ll Get By" / "Someday (You’ll Want Me to Want You)" (WB 313)
- 1958: "You Always Hurt the One You Love" / "The Day the Rains Came" (WB 316)
- 1958: "Goodbye Jimmy Goodbye" / "May You Always" (WB 344)
- 1959: "Kiss Me, Honey Honey, Kiss Me" / "To Know Him Is to Love Him" (WB 319)
- 1959: "Lipstick on Your Collar" / "What a Diff'rence a Day Made" (WB 348)
- 1959: "Broken Hearted Melody" / "Plenty Good Lovin‘" (WB 356)
- 1959: "Among My Souvenirs" / "Happy Anniversary" (WB 371)[1]

### Oriole-Singles
- 1959: "Don’t Want the Moonlight" / "The Years Between" (45-CB 1517)
- 1960: "The Big Hurt" / "I Can’t Begin to Tell You" (45-CB 1533)
- 1960: "Love Kisses and Heartaches" / "We Just Couldn’t Say Goodbye" (45-CB 1540)
- 1960: "Mama Wouldn’t Like It" / "My Little Corner of the World" (45-CB 1563)
- 1960: "Paper Roses" / "Please Understand" (45-CB 1550)
- 1961: "As Long as He Needs Me" / "Where Is Love?" (45-CB 1578)
- 1961: "Till" / "Why Don’t You Believe Me?" (CB 1581)
- 1962: "Oh! Gipsy!! Oh! Gipsy!!" / "My Foolish Heart" (45-CB 1613)
- 1962: "Never in a Million Years" / "We Had Words" (45-CB 1743)
- 1962: "Like I Do" / "Starlight, Starbright" (45-CB 1760)
- 1963: "Tomorrow is Another Day" / "Acapulco Mexico" (45-CB 1806)
- 1963: "Pick the Petals" / "Melancholy Me" (45-CB 1804)
- 1963: "What a Difference a Day Made" / "Oh! What a Guy" (45 CB-1851)
- 1963: "Like You Used to Do" / "As You Love Her" (45-CB 1875)
- 1964: "I Love How You Love Me" / "John John" (CB 1906)
- 1964: "He Knows I Love Him too Much" / "Don’t Believe Him" (CB-1939)

### CBS Records-Singles
- 1964: "Get Away" / "I’ve Often Wondered" (4-43189)
- 1965: "All the Angels Sang" / "Speak, Sugar Speak" (201773)
- 1965: "Poco Sole" / "Never Let Him Go" (201752)
- 1967: "Somewhere There’s Love" / "It Takes a Little Time" (202621)
- 1968: "I Almost Called Your Name" / "Searching For Home" (3222)[2]

### Ariola-Singles (gesungen auf Deutsch)
- 1963: "So wie ich" / "Ein ganzes Jahr" (10 178 AT)
- 1963: "Eine Rose ist mein Talisman" / "Frankie Boy" (10 482 AT)

### Compilations
- 1994: Four “Boppin” Ladies of the Sixties Vol 1 (Marginal Records CDMA 012; mit Musik von Patsy Ann Noble, Susan Maughan und Julie Grant)
- 1997: Like I Do (Marginal Records – MAR 065)
- 2016: Like I Do: The Sixties Recordings (RPM Records RETRO 98)
- 2017: Like I Do (Hallmark Music & Entertainment 717102)
- 2020: Embassies & Orioles: The Very Best of (1958–1962) (Jasmine Records JASMCD2684)